# Promna
Promna es un pueblo de Polonia, en Mazovia.  Es la cabecera del distrito (Gmina) de Promna, perteneciente al condado (Powiat) de Białobrzegi. Se encuentra aproximadamente a 4 kilómetros al norte de Białobrzegi, y a 60 km  al sur de Varsovia.

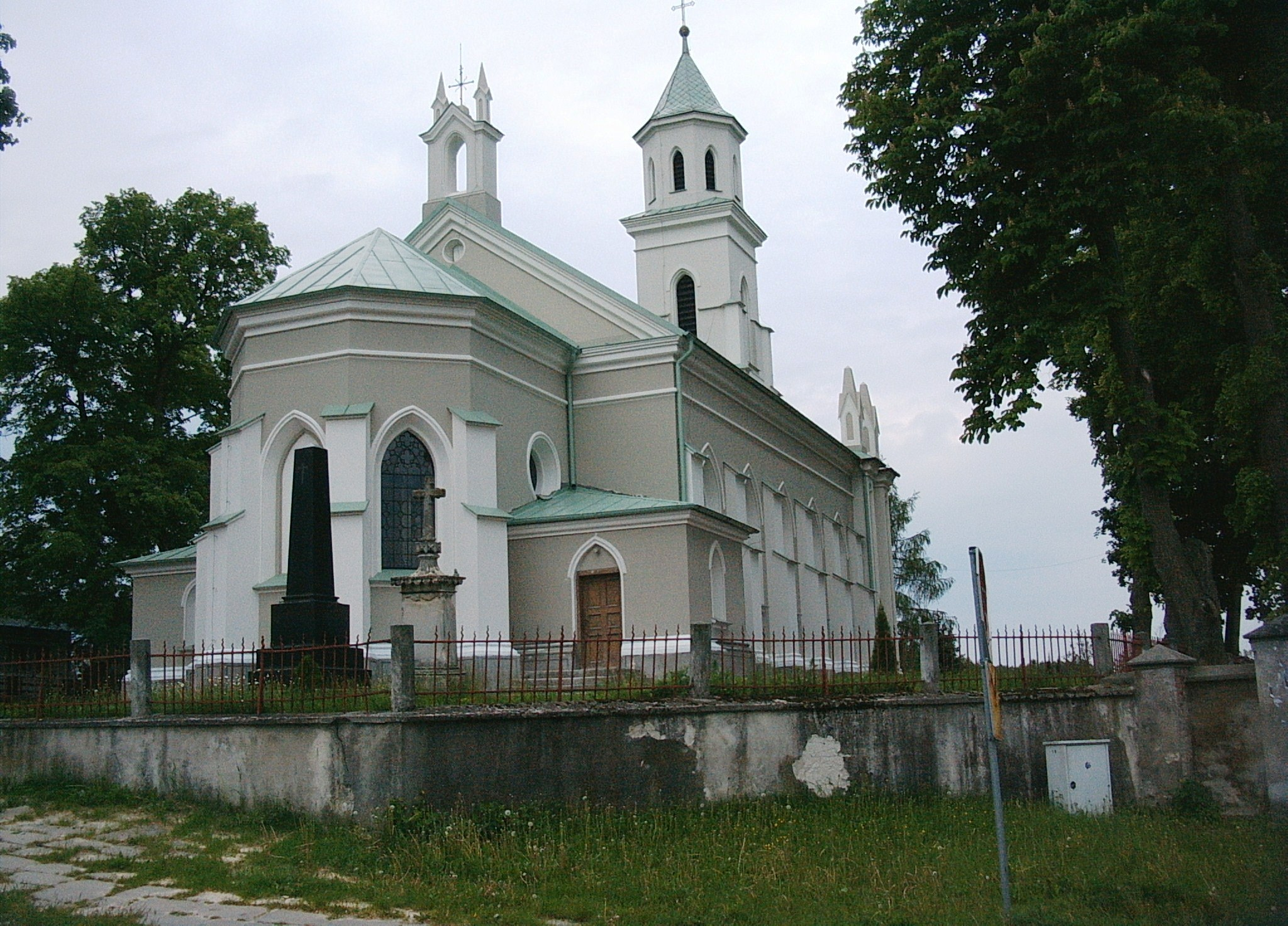
Iglesia de Promna.